# Rerewhakaaitu
Rerewhakaaitu to małe jezioro, położone 29 km na południowy wschód od miasta Rotorua.